# Denis Kniga
Bản mẫu:Eastern Slavic name
Denis Mikhaylovich Kniga (tiếng Nga: Денис Михайлович Книга; sinh ngày 14 tháng 4 năm 1992) là một cầu thủ bóng đá người Nga. Anh thi đấu cho F.K. Dynamo Sankt Peterburg.